# Folke Ericsson (militär)
Stellan Folke Ericsson, född den 17 februari 1888 i Göteborg, död den 5 augusti 1954 i Stockholm, var en svensk militär.

## Biografi
Ericsson blev underlöjtnant vid Skaraborgs regemente 1909, vid Göta artilleriregemente 1914, löjtnant där 1915. Han genomgick Artilleri- och ingenjörhögskolan 1912–1913 och 1914–1916. Ericsson blev kapten vid Svea artilleriregemente 1928 och major vid artilleristaben 1931. Han var chef för arméförvaltningens artilleridepartements industriavdelning 1931–1936 samt adjutant hos kungen 1928–1938 och överadjutant där från 1938. Ericsson blev överstelöjtnant vid Bodens artilleriregemente 1936 samt överste och chef där 1938. Han var chef för Svea artilleriregemente 1942–1948. Ericsson invaldes som ledamot av Krigsvetenskapsakademien 1936. Han blev riddare av Svärdsorden 1930, av Vasaorden 1935 och av Nordstjärneorden 1938 samt kommendör av andra klassen av Svärdsorden 1941 och kommendör av första klassen 1945.